# ۵ آبان
۵ آبان دویست و بیست و یکمین روز سال در گاه‌شماری خورشیدی است. به پایان سال ۱۴۴ روز (۱۴۵ روز در سال کبیسه) باقی‌است. این روز مصادف با ۲۷ اکتبر، روز جهانی کاردرمانی(Occupationaltherapy) می‌باشد.

## رویدادها
- ۱۳۹۶ - انفجار آبان ۱۳۹۶ پالایشگاه نفت تهران

## زادروزها
- ۱۲۸۵ - سید روح‌الله خاتمی، روحانی و فقیه شیعه
- ۱۳۱۹ - شهناز پهلوی، نخستین فرزند محمدرضا شاه و فوزیه
- ۱۳۵۹ - کاوه خداشناس، بازیگر

## درگذشت‌ها
- ۸۲۸ - الغ‌بیگ، پنجمین پادشاه ایران از امپراتوری تیموری
- ۱۶۰۵ - اکبر کبیر، سومین پادشاه از سلسله گورکانیان
- ۱۳۰۰ - حیدر عمو اوغلی، یکی از مبارزان جنبش مشروطه ایران
- ۱۳۶۷ - سید روح‌الله خاتمی، روحانی و فقیه شیعه
- ۱۳۸۵. غلام اسحاق‌خان، از رؤسای جمهور پاکستان
- ۱۴۰۱ - فرشته احمدی، از کشته شدگان خیزش ۱۴۰۱ ایران
- ۱۴۰۱ - سارینا ساعدی، از کشته شدگان خیزش ۱۴۰۱ ایران